# Olivierus hainanensis
Espèce
Synonymes
- Buthus martensi hainanensis Birula, 1904

Olivierus hainanensis est une espèce de scorpions de la famille des Buthidae.

## Distribution
Cette espèce est endémique de Hainan en Chine.

## Systématique et taxinomie
Cette espèce a été décrite sous le protonyme Buthus martensi hainanensis par Birula en 1904. Elle suit son espèce dans le genre Mesobuthus en 1950. Elle est élevée au rang d'espèce dans le genre Olivierus par Kovařík en 2019.

## Étymologie
Son nom d'espèce, composé de hainan et du suffixe latin -ensis, « qui vit dans, qui habite », lui a été donné en référence au lieu de sa découverte, Hainan.

## Publication originale
- Birula, 1904 : « Miscellanea scorpiologica. VI. Ueber einige Buthus-Arten Centralasiens nebst ihrer geographischen Verbreitung. » Annuaire du Musée Zoologique de l’Académie Impériale de Sciences de St.-Pétersbourg, vol. 9, no , p. 20–27 (texte intégral).